# Haringtons boomtimalia
Haringtons boomtimalia (Cyanoderma rufifrons ambiguum) is een zangvogel uit de familie Timaliidae (timalia's). Eerder werd deze vogel beschouwd als een aparte soort (Cyanoderma ambiguum) maar bij een taxonomische herziening in 2024 is het een ondersoort geworden van de Humes boomtimalia.

## Verspreiding en leefgebied
Deze soort telde vier ondersoorten:
- C. a. ambiguum: de oostelijke Himalaya, noordwestelijk Myanmar en noordoostelijk India.
- C. a. planicola: noordoostelijk Myanmar en zuidwestelijk China.
- C. a. adjunctum: noordelijk en oostelijk Thailand, noordelijk Indochina.
- C. a. insuspectum: zuidelijk Laos.